# L'ultima orgia del III Reich
L'ultima orgia del III Reich è un film italiano del 1977 diretto da Cesare Canevari.

## Trama
L'ex comandante delle SS Konrad esce di prigione dopo avere scontato la pena per i delitti commessi. Subito dopo avere lasciato il carcere, Konrad va a trovare la bella Lise Cohen, ex deportata ebrea del Liebenkamp, il "Campo dell'amore", che accoglieva solo donne giovani e piacenti, e veniva dunque gestito come una sorta di bordello per ufficiali. Lise conduce Konrad presso il Liebenkamp, ormai abbandonato, per rievocare gli incubi vissuti in quel luogo.
Presso il Liebenkamp, la giovane ebrea ricorda di come Konrad e la Kapo Wagma, torturatori e assassini senza scrupoli, fossero soliti divertirsi seviziando le donne ebree, stuprandole e facendole sbranare dai cani dobermann. Lise era giunta al Liebenkamp assieme a molte altre ragazze nel 1943. Konrad e Wagma - fra i quali sussiste un rapporto sadomasochistico che vede Wagma dominatrice - rimangono colpiti dall'apatia di Lise, che sembra non conoscere né dolore né paura, nonostante abbia ricevuto atroci supplizi e abbia assistito a numerose morti. Konrad si sforza in ogni modo per fare provare dolore o paura a Lise, ma senza successo. Alla fine se ne innamora, ma ciò non gli impedisce d'indurre continuamente la ragazza a temere per la propria vita.
L'ennesimo tentativo di Konrad in questa direzione provoca a Lise uno shock, motivo per cui la ragazza viene affidata alle cure del tenente medico Klein, l'unico nazista del Liebenkamp che prova una certa pietà per le prigioniere. Lise confessa a Klein di desiderare la morte, poiché crede che i suoi genitori e suo fratello siano stati sterminati. Tramite alcune ricerche, Klein scopre però che i genitori di Lise sono salvi: soltanto il fratello era stato effettivamente ucciso, a causa del tradimento del parroco del quartiere. In seguito al dialogo avuto con Klein, Lise fa l'amore con lui, ma subito dopo cambia bruscamente il proprio atteggiamento verso i comandanti del campo. Cedendo alle pressioni di Konrad, ne diventa l'amante privilegiata. Gli dà persino un figlio, che Konrad però fa subito uccidere, gettando la donna nella disperazione.
Dopo avere evocato questi ricordi, Lise invita Konrad a un ultimo amplesso presso le rovine del Liebenkamp; Konrad accetta, ma la ragazza estrae una pistola e spara. Il film finisce senza far conoscere se Lise ha sparato a Konrad o si è suicidata.